# Gand-Wevelgem 1950
La Gand-Wevelgem 1950, dodicesima edizione della corsa, si svolse il 26 marzo per un percorso di 255 km, con partenza a Gand ed arrivo a Wevelgem. Fu vinta dal belga Albéric Schotte della squadra Alcyon-Dunlop davanti ai connazionali Albert Decin ed André Declerck.

## Ordine d'arrivo (Top 10)
| Pos. | Corridore         | Squadra            | Tempo    |
| ---- | ----------------- | ------------------ | -------- |
| 1    | Albéric Schotte   | Alcyon-Dunlop      | 6h44'00" |
| 2    | Albert Decin      | Alcyon-Dunlop      | a 2'46"  |
| 3    | André Declerck    | Terrot-Wolber      | s.t.     |
| 4    | Marcel Rijckaert  | -                  | s.t.     |
| 5    | Emmanuel Thoma    | Terrot-Wolber      | s.t.     |
| 6    | Edouard Klabinski | Mercier-Hutchinson | s.t.     |
| 7    | André Pieters     | Ryssel             | s.t.     |
| 8    | Joseph Van Stayen | -                  | s.t.     |
| 9    | Roger Decock      | Bertin-Wolber      | s.t.     |
| 10   | Roger Desmet      | Terrot-Hutchinson  | s.t.     |